# パンスペルミア説

パンスペルミア説のイメージ図

パンスペルミア説（パンスペルミアせつ、希: πανσπερμία、宇宙汎種説）は、生命起源論の一つ。地球の生命の起源は地球外から来たとする説である。提唱された生命の「素」には、たとえば微生物の芽胞、DNAの鎖状のパーツやその一部、あるいはアミノ酸が組み合わさったものなどが挙げられる。「胚種広布説」とも邦訳される。

## 歴史

### 考え方、仮説、理論の歴史
『生命の起源は、天上の世界からまかれた種』とする、信仰としてのパンスペルミアは、エジプト古王国（前27世紀―前22世紀）までにさかのぼり、初期のヒンドゥー教やユダヤ教、キリスト教のグノーシス主義にも見られるように、有史時代と同じくらい古い信仰の一つである。
パンスペルミア説の先駆は、「生命の種」を語ったギリシャの哲学者アナクサゴラスの思想に見られる。しかしこの考察は忘れ去られてしまった。というのは、古代ギリシアで、アリストテレスが「自然発生説」を唱えたからである。アリストテレスは生命に関する多数の観察を重ね、生命に関する論文を書きためていたのだが、ある日、アリストテレスは泥の中から「うなぎの子」などが出てくるのを見て、「生命は、基本的には親から生まれるが、一部は泥の中から生まれることもある」とする説を提唱した。当時のいわば学術界では頂点的な存在であったアリストテレスの説が広く受け入れられた結果、パンスペルミア説のほうは忘れ去られてしまった。
一方、中世ヨーロッパの思想界にとっては、パンスペルミア説は『旧約聖書』の最初の章「創世記」に書かれている天地創造（宇宙および生命の創造）の記述と矛盾していたために受け入れられなかった。
パンスペルミア説がヨーロッパでようやく受け入れられるようになったのは19世紀になってからのことである。1859年にチャールズ・ダーウィンが生物学的進化論を確立し、1884年にルイ・パスツールが生命発生の因果性の問題について実験を行ったことで、地球上の生命の起源の問題が多くの科学者に認識された。

### 「パンスペルミア」という用語の歴史
フランスの学術系ウェブサイト「Ortlang」によると、ギリシア語「πανσπερμία（パンスペルミア）」の意味は、もともとは「mélange de toutes sortes de semences（さまざまな種子の寄せ集め）」だったと解説されている。そして同サイトによると「パンスペルミア」という用語の意味（定義）は19〜20世紀に次のように変化したという。
- 1823年時点では、Boisteが書いた「amas confus de substances hétérogènes（不均一な物質の雑然とした寄せ集め）」という説明文があった[4]。
- 1842年時点では「théorie selon laquelle les germes des corps organisés sont présents dans tout l'univers（生命体の種子は宇宙全体に満ちているとする理論）」という説明文がAc. Compl.に掲載された[4]。つまりこの時点ではすでに、ほぼ現在の意味の用語として用いられていた。
- 1949年時点では「théorie selon laquelle la vie aurait été introduite sur la terre par des germes venus d'autres planètes（地球上の生命は、他の惑星から来た種子によって始まったとする理論）」という説明文がNouveau Larousse Universel『新・ラルース百科事典』に掲載された[4]。

### 20世紀の研究

#### アレニウス
1903年に、スウェーデンのスヴァンテ・アレニウスが提唱する。
1905年にアインシュタインが光量子仮説を発表したが、1908年にアレニウスは自著『世界のなりたち』（独: Das Werden der Welten）を出版し、パンスペルミアが隕石に付着せずともそれ自体として、恒星からの光の圧力すなわち放射圧または光圧で宇宙空間を移動する説を現して、「光パンスペルミア（説）(独: Radiopanspermie)」と呼称している。地球の位置における太陽光の光圧は5マイクロパスカルと微細だが、宇宙空間に浮遊する極小物体を移動させる可能性があるとしている。当時は光圧を用いた太陽帆の実証は実験されておらず、ブラックホールの研究で著名なシュヴァルツシルトによる太陽放射に最も影響される球体は直径160nmとする推算値を提示して自説を補強している。当時は最小微生物は200 - 300nmとされていたが現在は200nmをやや下回る程度と考えられシュヴァルツシルトによる推算値に近傍している。
アレニウスの「光パンスペルミア」に対する、隕石などに付着した生命の種子に起源がある、旨の説は「弾丸パンスペルミア (ballistic-panspermia)」や「岩石パンスペルミア (lithopanspermia)」と呼称される。
光パンスペルミアと弾丸パンスペルミアはともに、微生物が地球へ到達するには宇宙の超低温に耐えねばならない。当時は海王星の大気温度はマイナス220度と推定され、微生物が液体空気のマイナス200度で半年以上生存するとアレニウスは実験で例証している。生命現象を化学現象の一種ととらえるなら温度が低いほど生命の過程もゆっくり進むとアレニウスは洞察し、室温10度で1日で死ぬ微生物は海王星のマイナス220度ならば死滅まで300万年を要すると試算している。

#### トムソン、ヘルムホルツ
ウィリアム・トムソンもパンスペルミア説を唱えた。ウィリアム・トムソンを嫌っていたツェルナーは、トムソンの様々な説を批判し、トムソンの支持したパンスペルミア説も批判した。「大気圏突入の熱に耐えられない」と攻撃した。トムソンの仲間のヘルムホルツはトムソンの説を擁護。隕石の深部の温度は上がらない、隕石表面の微生物や大気圏突入時に隕石が割れた部分の微生物は大気圏の摩擦で振り落とされゆっくり落ちるのでショックは小さいと擁護した。

#### フレッド・ホイル
1978年にはフレッド・ホイルが、生命は彗星で発生しており彗星と地球が衝突することで地球上に生命がもたらされたとした。

#### クリックとオーゲル
1981年にはフランシス・クリックとレスリー・オーゲルが、高度に進化した宇宙生物が生命の種子を地球に送り込んだとする仮説を提唱した。「地球が誕生する以前の知的生命体が、意図的に『種まき』をした」とする説は「意図的パンスペルミア」と呼ばれている。これは、一般的なセンスではまるでサイエンス・フィクションのようにも聞こえる説ではあるが、クリックはこの説の生物学的な根拠を提示した。現在の地球上の生物でモリブデンが必須微量元素と重要な役割を果たしているが、クロムとニッケルは重要な役割を果たしていない。しかし、地球の組成はクロムとニッケルが多く、モリブデンはわずかしか存在しない。これは、モリブデンが豊富な星で生命が誕生した名残だと考えることができるとしたのである。もうひとつの論拠として、地球上の生物の遺伝暗号がおどろくほどに共通したしくみになっているのは、そもそも「たったひとつの種」がまかれて、その種から地球上の全ての生物に変化していったと考えられるとした。

### 現代の研究
2008年から2015年にかけて、国際宇宙ステーションの外で3回の宇宙生物実験（EXPOSE）が実施され、多種多様な生体分子、微生物、およびそれらの胞子が約1.5年間、宇宙の太陽放射と真空にさらされた。いくつかの生物はかなりの長さの間、非活動状態で生き残り、模擬隕石物質に保護されたそれらのサンプルは、岩石パンスペルミアの可能性についての実験的証拠となっている。
2015年11月、西オーストラリア州の41億年前の岩石から、若い地球が約4億年前だった頃の生物の遺骸が発見された。AP通信の研究者によると、「生命が地球上で比較的早く発生したのであれば、宇宙では普通に存在している可能性がある」。地球低軌道でのシミュレーションでは、微生物のような単純な生物は、放出・進入・衝突が生存可能であることが示唆されている。
2018年4月、ロシアの研究チームは、バレンツ海とカラ海の沿岸部の表層微小層で以前に観察されたものと類似した陸生・海洋細菌のDNAをISSの外部から発見したことを明らかにした論文を発表した。彼らは、「ISSに野生の陸生・海洋の細菌のDNAが存在することは、成層圏から電離圏に移動し、地球規模の大気電気回路の上昇枝と一緒に電離圏に移動する可能性を示唆している、あるいは、ISSの細菌だけでなく、野生の陸生・海洋の細菌も、すべて究極の宇宙起源を持っている可能性がある」と結論づけている。
2018年10月、ハーバード大学の天文学者は、物質と潜在的に休眠状態にある胞子が、銀河間の広大な距離を越えて交換されることを示唆する分析モデルを発表した。「銀河パンスペルミア」と呼ばれるプロセスであり、太陽系の規模を遥かに超えるものである。双曲線軌道で太陽系内側を横切るオウムアムアという太陽系外物体の検出は、太陽系外惑星系との継続的な物質的なつながりの存在を確認した。
2019年11月、古川善博らは、隕石の中でリボースを含む糖分子を初めて検出したことを報告し、小惑星上の化学プロセスが生命にとって重要ないくつかの基本的で不可欠な生体材料を生成することができることを示唆し、地球上の生命のDNAベースの起源の前にRNAワールドがあった仮説を立て、可能性としては、パンスペルミアの仮説も支持した。

## 可能性を支持する根拠の強化
ヴィクトール・ヘスが宇宙線を発見すると、「パンスペルミアは宇宙線で死滅するのでは」と否定的に見られた。だが、隕石内部は宇宙線から守られているとされるようになった。その後も、1980年代に火星起源の隕石が地球に到達していることが発見され、「天体衝突によって岩石が惑星間を移動する可能性がある」とされるようになり、また科学誌ネイチャーやサイエンスに、「大気圏突入の過熱や衝撃に微生物は耐えうる」とする論文などが発表され、岩石パンスペルミア説の可能性に関して成熟した検討を行うことが可能になった。

## たんぽぽ計画
パンスペルミア説を検証するために、日本の共同チーム（代表は東京薬科大学の山岸明彦）によってたんぽぽ計画が進められている。これは2015年5月からおこなわれており、国際宇宙ステーション (ISS) のきぼう実験棟の船外に設置したエアロゲルと呼ばれる超低密度のシリカゲルにより、宇宙空間を漂う（高速で飛んでいる）微小な隕石や粒子を捕集し、そこに生命の材料になるような有機化合物が含まれるか、また微生物が惑星間の移動に耐えられるかという問題を検証するための実験が行われている。

## 「はやぶさ2」プロジェクトによる発見
宇宙航空研究開発機構（JAXA）の「はやぶさ2」が小惑星「リュウグウ」からサンプルとして持ち帰った砂を（各国の研究機関で）分析した結果、2022年、そこにアミノ酸（生命の素材となる重要な物質。タンパク質の材料ともなる物質。）が数十種類ほど含まれていることが見つかった。
従来から隕石にアミノ酸が付着していることは知られていたが、隕石は地球に落下する際に地球大気に触れているので、隕石上のアミノ酸が宇宙起源とは限らなかった。今回、大気圏突入から分析時まで地球大気による汚染を受けないよう厳重に輸送・保管されたはやぶさ２のサンプルからアミノ酸が大量に見つかったことにより、たしかに宇宙にアミノ酸が存在することが実証された。